# Юрченко Аеліта В'ячеславівна
Аелі́та В'ячесла́вівна Ю́рченко (* 1965) — українська спринтерка, змагалась у бігу та естафеті на 400 метрів.

## Життєпис
Народилася 1965 року в Могильові; 1982-го переїхала з батьками в місто Одеса. Закінчила Одеську юридичну академію.
На Чемпіонаті світу з легкої атлетики-1987 в складі команди СРСР у естафеті 4/400 метрів здобула срібні нагороди — вона та Ольга Бризгіна, Ольга Назарова, Марія Пінігіна.
На Чемпіонаті світу з легкої атлетики-1991 в приміщенні в складі команди СРСР у естафеті 4/400 метрів здобула срібні нагороди — вона та Людмила Джигалова, Маргарита Пономарьова та Марина Шмоніна.
На Чемпіонаті світу з легкої атлетики-1991 зайняла 11-ту позицію.
На Чемпіонаті СРСР з легкої атлетики в приміщенні-1991 здобула золоту нагороду в бігу на 400 метрів.
Представляла Україну на Чемпіонаті світу з легкої атлетики-1993.
3 березня 1997 року на Чемпіонаті світу з легкої атлетики в приміщенні у естафеті 4/400 метрів Ольга Мороз, Тетяна Мовчан, Аеліта Юрченко й Галина Місірук встановили рекорд України — 3 хв 30,43 сек.
1994 року народила доньку Ксенію.
Капітан міліції. Станом на 2017 рік займається спортивним суддівством.